# Tanatarci
Tanatarci (mac. Танатарци) – wieś w gminie miejskiej Sztip w środkowej Macedonii Północnej.

## Demografia
Według spisu ludności z 2002 we wsi Tanatarci mieszkało 8 mieszkańców.

### Rasy i pochodzenie
Według wyżej wspomnianych danych we wsi Tanatarci mieszkało 8 Macedończyków.